# Filip Kutev

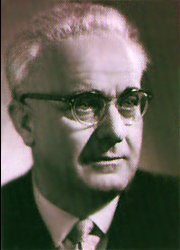
Filip Kutev

Filip Kutev (en búlgaro: Филип Кутев), a menudo anglicanizado como Philip Koutev (13 de junio de 1903 - 27 de noviembre de 1982), fue un compositor y arreglista búlgaro. En 1951, junto a su esposa Maria Kuteva, fundó el primer conjunto musical profesional apoyado por el estado de Bulgaria, el Conjunto Estatal de Canción Folklórica y Danza, conocido en inglés como el "Filip Kutev Ensemble" (Conjunto de Filip Kutev). Kutev y su conjunto se caracterizaron por su innovador arreglo de canciones populares búlgaras, el cual fusionaba elementos folclóricos con formas y armonías clásicas occidentales, estableciendo así una nueva tradición coral búlgara.
El Filip Kutev Ensemble fue uno de los cuatro coros en participar en la grabación en el álbum Le Mystère des Voix Bulgares, Volumen Dos, mismo que ganó un premio Grammy en 1989.
Kutev nació en Aytos, provincia de Burgas.

## Honores
El pico Kutev, parte las montañas Havre de la Antártida recibe su nombre en honor al compositor.